# Al Bolton
Albert Martin Bolton, Sr., conocido como Al Bolton (24 de octubre de 1925 - 2 de abril de 2014), fue durante cuarenta años y durante siete años meteorólogo de televisión o radio de su ciudad de adopción, Shreveport, Louisiana. De 1954 a 1991, fue el primer presentador del clima para KSLA, una filial de la cadena de televisión CBS; 1991-2001, realizó los mismos trabajos para la radio KRMD (AM). A partir de estas posiciones y sus actividades cívicas generalizadas, Bolton obtuvo un amplio reconocimiento en todo el noroeste de Luisiana, así como condados vecinos en el este de Texas y el suroeste de Arkansas.

## Vida personal
Al igual que casi todos los Bolton situados en Alexandria, Al Bolton era Bautista del Sur y miembro de la Iglesia Bautista de Broadmoor en Shreveport. Mientras que su hermano Roscoe había establecido el récord mundial de servicio de Rotary, Al Bolton estuvo activo durante más de tres décadas en el Optimist International. Entre 1990 y 2005, Bolton fue el maestro de ceremonias de la Banda de Conciertos Shreveport Metropolitana. Él escribió para una publicación de un local de personas mayores.
La esposa de Bolton, la ex Sandra "Sandy" Walker (1941-2010), natural de Pleasant Hill en Sabine Parish, era una hija de Chester J. Walker, Jr., y Nora Walker de Ajax en Natchitoches Parish. Bolton murió cuatro años y un día después del fallecimiento de su esposa en lo que habría sido su 54 º aniversario de bodas.
Al y Sandra Bolton tuvieron tres hijos, Alberto, Jr., de Haslet en el área metropolitana de Dallas -Fort Worth, Amanda Jane Bolton de Albuquerque, Nuevo México, y Ryan Walker Bolton y su esposa Angela de Shreveport, y cinco nietos.
En 2014, Bolton murió por complicaciones de una caída. Fue enterrado junto a su esposa en el Forest Park Cemetery en Shreveport. Sus portadores honorarios incluidos Robert Madison "Bob" Griffin (nacido en agosto de 1934 ), el editor de largo plazo de KSLA de deportes que llegaron a la estación en 1961, cuando Don Owen y Al Bolton estaban aún en sus primeros años en las noticias y el tiempo climático.